# Ferruccio Vivanti
Ferruccio Anselmo Vivanti (Mantova, 27 novembre 1851 – New York, 24 marzo 1906) è stato un imprenditore italiano naturalizzato statunitense.
Secondo figlio naturale di Anselmo Vivanti e Giuditta Polettini, seguì il padre nell'espatrio dopo i moti insurrezionali del 1851-52 e, a Londra, studiò nei prestigiosi Dulwich (dal marzo 1862 al maggio 1863) e King's College di Londra (nel 1864, per meno di un anno). Fu però riconosciuto come figlio legittimo da Anselmo soltanto nel 1888.
Nel 1872 si trasferì a Yokohama, dopo aver perfezionato in Brianza i moderni processi di lavorazione della seta, ed esportò in Giappone le nuove conoscenze. Acquistò presto una buona fama di perito, svolgendo per tutto il paese il compito di “silk inspector”. Intrattenne anche rapporti con la colonia danese in Giappone, non ancora bene indagati ma sicuri, dal momento che nei primi anni del soggiorno giapponese è protagonista di una rottura di contratto siglata al Consolato Danese, e che alla sua morte un altro danese, Frederik May Tegner, era partner in the firm della sua ditta. Nel 1875 con fratello Arnaldo dette vita alla società “Vivanti Brothers” con sede a Kamakura, presso Yokohama, dove si adoperò per dare al contesto sociale la maggior occidentalizzazione possibile e nel 1890 fece costruire il cottage “Casa Vivanti”, oggi sede del museo dell'artista Ikuma Arishima.
Il 5 luglio 1891, come riportano i documenti americani, giunse nel porto di San Francisco, trasferendosi negli Stati Uniti d'America (un altro sbarco da Queenstown a New York è del 9 luglio 1892), dove il 7 novembre 1894 sposò la canadese Mary Caroline Dever Fracq (nata nel 1864 e dalla quale non ebbe figli) ed aprì una filiale della sua ditta al numero 84 di Mercer Street, e poi in Madison Square, a New York (dove abitava, in Madison Avenue 995). Da allora conobbe un vasto e ininterrotto successo commerciale, che gli fruttò svariate onorificenze internazionali, oltre alla membership nei più prestigiosi Club di New York, e alla sua morte il fatturato annuo della ditta si attestava fra i quattro e i cinque milioni di dollari. Il suo giro d'affari comprendeva a quel punto sia l'America, che l'Europa e ancora l'Estremo Oriente, con vaste proprietà negli U.S.A, in Inghilterra, in Giappone (Yokohama e Nangishi) e notevoli interessi anche nei gruppi assicurativi tramite la North China Insurance Company e la China Fire Insurance Company
Ottenne, il 21 gennaio 1899, la cittadinanza statunitense e morì a 55 anni per infarto, scendendo da un treno a New York, il 24 marzo 1906 (Leggi l'articolo della morte sul New York Times). Dopo due anni la moglie si risposò. Nel cimitero di Yokohama è presente una lapide in sua memoria, nonostante egli sia sepolto a New York.